# Jean Boulant
Jean Boulant est un homme politique français né le 6 juin 1750 à Montauban (Tarn-et-Garonne) et mort le 31 mai 1831 à Marseille (Bouches-du-Rhône).

## Biographie
Soldat au régiment de Champagne-Infanterie, il fait la campagne de Corse en 1770, puis sert comme sergent en Bretagne en 1779, il devient capitaine en 1792. Il quitte l'armée en 1805, et est député des Bouches-du-Rhône en 1815, pendant les Cent-Jours.

## Sources
- « Jean Boulant », dans Adolphe Robert et Gaston Cougny, Dictionnaire des parlementaires français, Edgar Bourloton, 1889-1891 [détail de l’édition]